# Гурсько-Гривенський заказник
Гу́рсько-Гри́венський заказник — гідрологічний заказник місцевого значення в Україні. Розташований на території Рожищенського району Волинської області. 
Площа — 145,2 га. Статус отриманий у 1991 році. Перебуває у віданні: Навізька сільська рада. 
Охороняється заболочена місцевість з п'ятьма природними джерелами у заплаві річки Стир. На території заказника представлені сіножаті — 132,5 га, болота — 4,4 га, чагарники — 5,2 га, водно-болотні угіддя — 1,8 га, інші угіддя — 1,3 га. У прибережній смузі річки зростають верба козяча (Salix caprea) та верба біла (Salix alba).